# مهاب مهيمن
مهاب مهيمن إسحاق أحمد الكردي (مواليد 21 مارس 1997) هو لاعب غطس مصري شارك في أولمبياد 2016 و2020.